# Deinopis fastigata
Deinopis fastigata är en spindelart som beskrevs av Simon 1906. Deinopis fastigata ingår i släktet Deinopis och familjen Deinopidae. Inga underarter finns listade i Catalogue of Life.